# Vizelet

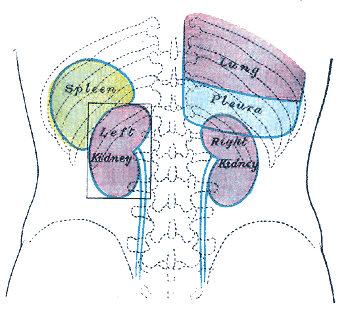
A vizelet keletkezésének helye a bab alakú vese

A vizelet (urina, húgy) a szervezetből kiválasztott felesleges elektrolitok és anyagcseretermékek folyékony elegye, melyet az emlősök, madarak, hüllők, halak és kétéltűek veséi választanak ki. Az olyan anyagok vérből történő kiválasztásával, mint a felesleges víz, a nátrium-, klorid-, kálium- és kalciumionok, karbamid (urea) és más anyagcseretermékek (húgysav, kreatinin, urobilin stb.) elengedhetetlen szerepet játszik a homeosztázis fenntartásában, alapvetően annak a víz- és elektrolit háztartást érintő komponensében. Színe és állaga nagyon változó a különböző állatoknál. Míg a legtöbb állatnál folyadék formájában távozik, addig a madaraknál pasztózus az állaga. Színe elsősorban a koncentrációjától függ, és világossárgától sötétbarnáig bármilyen lehet.
A vizelet kiválasztását a vesékben diuresisnek, míg a környezetbe való kiürítését vizelésnek, mikciónak nevezzük.

Emberi vizeletminta.

## A vizelet vizsgálata
Számos betegségben megváltozik a vizelet mennyisége és minősége. Ezért a vizelet vizsgálata (uroszkópia) egyike a legősibb orvosi vizsgálatoknak. Sokféle kóros állapotra, valamint a vesék és a vizeletelvezető rendszer betegségeire lehet következtetni belőle. Így például cukorbetegségben sok, emellett cukrot tartalmazó vizelet képződik, míg vese vagy a vizeletvezeték betegségeiben gyulladásos anyagcseretermékek, fehérvérsejtek vagy mikroorganizmusok is kimutathatóak a vizeletből.
A vizelet vizsgálat eredménye elsősorban a veseműködés állapotát tükrözi. A vizsgálat alapvető elvei:
- meghatározott anyagoknak lehetőleg teljes mértékben ki kell választódniuk a vérből a vizeletbe,
- más anyagoknak lehetőleg teljes mértékben a vérben kell maradniuk.

A vizsgálat kiterjed:
- baktériumok jelenlétére - normáltartomány 1000/ml alatti tartomány, ami nem igényel intézkedést;
- vér jelenlétére - normál esetben nem lehet vér a vizeletben;
- fehérje jelenlétére - normáltartomány napi ürített fehérjemennyiség (24 órás) 500 mg/l alatt; albumin 300 mg/l alatt.

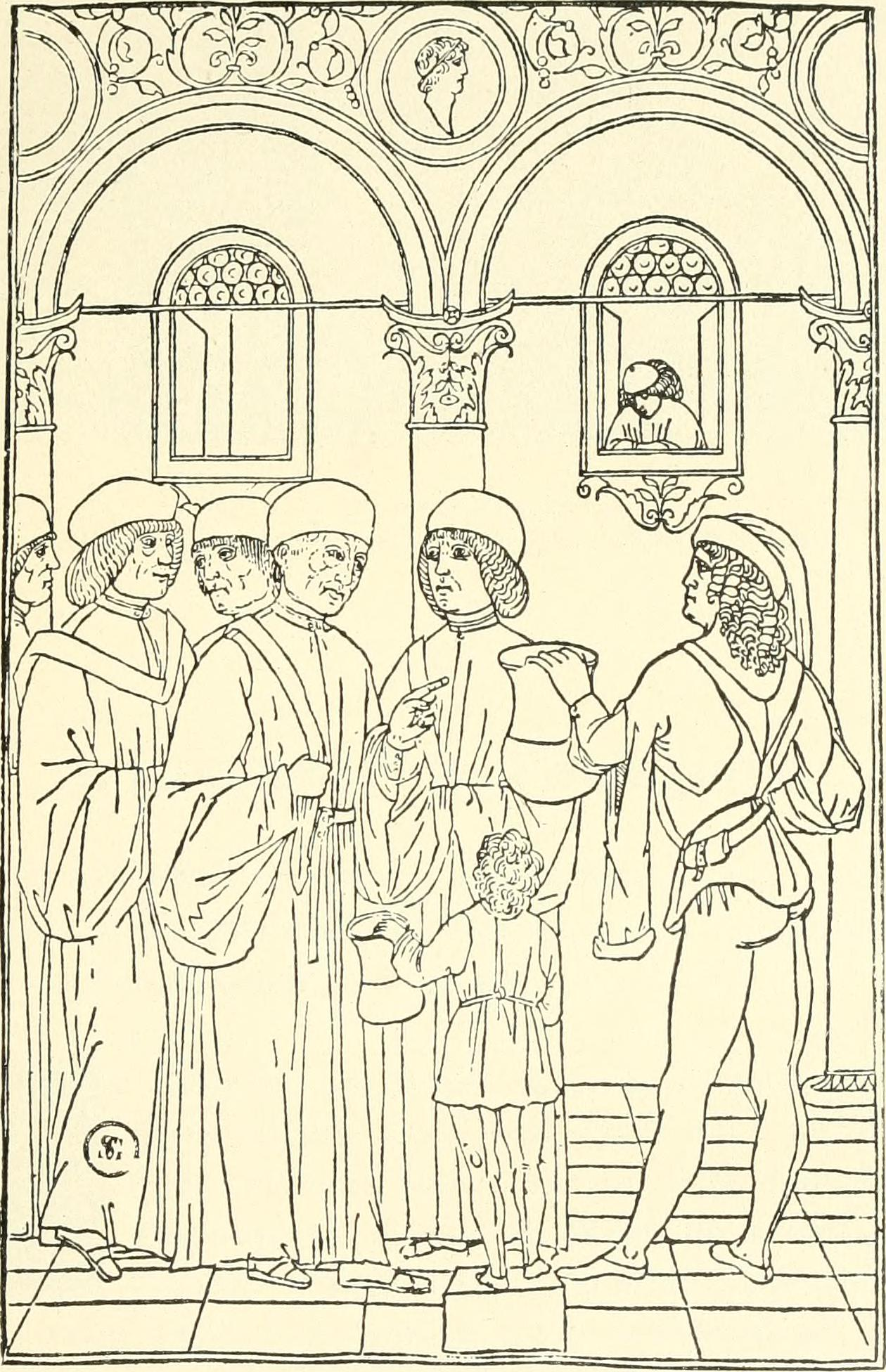
Rézkarc vizeletvizsgálatról (de Corbeil, 1903)

## A vizeletgyűjtés
A vizeletgyűjtésnél az a legfontosabb, hogy minél tisztább anyag kerüljön laboratóriumi vizsgálatra (például ne lekváros üvegbe gyűjtse a beteg a vizeletet lehetőleg). A vizsgálatra kért anyagról az orvos rendelkezik:
- reggeli vizelet - normál alvást követő felkelés utáni első vizelet;
- spontán vizelet - felszólításra azonnali vizeletürítés a gyűjtőedénybe;
- kezdeti vizelet - a kifolyó vizelet első adagja;
- középsugár vizelet - vizelés során az első adag a WC-be ürül, majd a vizeletet a vizelés közepétől kezdve a beteg a gyűjtőedénybe fogja fel;
- gyűjtött vizelet - az orvos által meghatározott ideig tartó vizeletgyűjtés (a 24 órás vizeletgyűjtés például azt jelenti, hogy felkelés után a gyűjtő személy az első vizeletet még nem fogja fel, de minden vizeletét, amit ezután vizel, edénybe gyűjti a másnap reggeli első vizelettel együtt).

## A vizelet szaga
A vizelet szaga normál esetben enyhe, jellegzetesen ammóniás, amely a karbamid baktériumok általi bomlása során keletkező ammónia jelenlétéből adódik. A szag erőssége és jellege azonban számos tényező hatására megváltozhat, és ez gyakran hasznos jelzője lehet a szervezet aktuális állapotának.  
Az étrend jelentős hatással lehet a vizelet szagára. Bizonyos élelmiszerek – például spárga, kávé, fokhagyma vagy halak – kéntartalmú vegyületeket vagy más illékony anyagokat tartalmaznak, amelyek a vizeletben is megjelenhetnek, jellegzetes szagot eredményezve. A túlzott fehérjebevitel vagy éhezés esetén keletkező ketontestek is acetonos, édeskés szaghoz vezethetnek.  
Gyógyszerek és étrend-kiegészítők is befolyásolhatják a szagot. Egyes antibiotikumok, B-vitaminok, valamint bizonyos kemoterápiás szerek hatására a vizelet szaga szokatlanná válhat, bár ezek az elváltozások általában átmenetiek és ártalmatlanok.  
Kóros elváltozások esetén a vizelet szaga erősen kellemetlenné, bűzössé vagy édeskésen rothadásszerűvé válhat. Húgyúti fertőzések (pl. Escherichia coli baktérium jelenléte), hólyaggyulladás, máj- vagy vesebetegségek, illetve anyagcsere-zavarok – mint például a fenilketonuria vagy a cukorbetegség – is okozhatnak szagváltozást. A kezeletlen diabétesz esetén kialakuló ketoacidózis során a vizelet acetonos szagú lehet.  
A vizeletszag tartós vagy hirtelen megváltozása nem minden esetben jelent betegséget, de ha a kellemetlen szag huzamosabb ideig fennáll, esetleg egyéb tünetekkel társul (pl. csípő érzés, zavaros vizelet, láz), akkor orvosi kivizsgálás javasolt. A vizelet szagának figyelemmel kísérése – különösen idős, krónikus betegségekkel élő vagy otthonápolásra szoruló személyek esetében – fontos szerepet játszhat a korai problémafelismerésben.

### Könyvek
- Ganong, William F.: Az orvosi élettan alapjai (Medicina Kiadó 1990) ISBN 963-241-783-6
- Szentágothai-Réthelyi: Funkcionális anatómia (Semmelweis, Bp. 1994) ISBN 963-8154-37-3
- Nagy egészségkönyv, A magyar kiadás főszerkesztője: prof. Dr. István Lajos (Verena Corazza - Renate Daimler - Andrea Ernst - Krista Federspiel - Vera Herbst - Kurt Langbein - Hans-Peter Martin - Hans Weiss) (Kossuth - Medicina Budapest, 1992) ISBN 963-093-5333 (Kossuth), ISBN 963-242-0411 (Medicina)

### Weboldalak
- A vizelet színe
- Vizeletképzés - sulinet.hu
- Mit mutat a vizelet? - hazipatika.com